# Merucola
Merucola is een geslacht van hooiwagens uit de familie Assamiidae.
De wetenschappelijke naam Merucola is voor het eerst geldig gepubliceerd door Roewer in 1935. 

## Soorten
Merucola is monotypisch en omvat slechts de volgende soort:
- Merucola granulatus